# Закамская экономическая зона
Закамская экономическая зона — один из территориально-производственных кластеров (территориально-производственных комплексов (ТПК)) Республики Татарстан, основной сферой которого является аграрная промышленность и добыча нефти. Население зоны — 250,19 тыс. человек, площадь — 12722,3 км². Включает в себя 7 муниципальных районов и 2 города республиканского значения.

## Состав
| Название                                   | Население, чел. |
| ------------------------------------------ | --------------- |
| Аксубаевский район                         | ↘27 102         |
| Алексеевский район                         | ↘24 924         |
| Алькеевский район                          | ↘18 481         |
| Новошешминский район                       | ↗13 282         |
| Нурлатский район (включая г. Нурлат)       | ↘53 200         |
| Спасский район                             | ↘18 405         |
| Чистопольский район (включая г. Чистополь) | ↘74 685         |
| Итого                                      | 230 079         |

## Экономика
Основными отраслями экономической зоны являются: аграрная, легкая, пищевая промышленность, нефтедобыча.
Сооружается индустриальный парк «Чистополь» в Чистопольском районе.
Экономическая зона имеет ж/д станцию в г. Нурлат и речной порт в г. Чистополь.